# Иван Кърпачев
Иван Кърпачев е български революционер, деец на Българското възраждане в Източна Македония.

## Биография
Роден е в разложкото село Елешница, тогава в Османската империя. Става един от най-влиятелните жители на селото и е дълги години негов кмет. По време на Априлското въстание в 1876 година заедно с Петър Дивизиев успява да спаси Елешница от погром, като откупуват селото. При избухването на Кресненско-Разложкото въстание с милиция от Елешница участва в сборната чета на Баньо Маринов. След разгрома на въстанието е заловен и измъчван в солунския затвор Едикуле. Умира в Баничан на път за родното си село.